# Ciganos
Ciganos é um exônimo para romani, (também conhecidos por: roma, boêmios, gitanos, calons, quicos, calés ou calós) que designa um conjunto de populações que têm em comum a origem indiana e a língua romani, originária do noroeste do subcontinente indiano. 
Essas populações constituem minorias étnicas em numerosos países e são conhecidas por vários exônimos. O endônimo "rom" foi adotado pela "União Romani Internacional" (em romani: Romano Internacionalno Jekhetanipe) e pela Organização das Nações Unidas. No primeiro Congresso Mundial Romani em 1971, foi votado por unanimidade rejeitar todos os exônimos do povo Romani, incluindo Cigano/a por suas conotações negativas e estereotipadas e etimologias controversas.
Na Europa, esses povos, ao que tudo indica, de origem indiana e língua romani, são subdivididos em diversos grupos étnicos: Rom (termo que, traduzido para o português, significa "homem"), presentes na Europa centro-oriental e, a partir do século XIX, também em outros países europeus e nas Américas; Sinti, encontrados na Alemanha, bem como em áreas germanófonas da Itália e da França, onde também são chamados manoush; Caló, os ciganos da Península Ibérica, embora também presentes em outros países da Europa e na América, incluído o Brasil. Romnichals (subgrupo), principalmente presentes no Reino Unido, inclusive colônias britânicas, nos Estados Unidos e na Austrália.
Além de migrarem voluntariamente, esses grupos também foram historicamente submetidos a processos de deportação, subdividindo-se vários clãs, denominados segundo antigas profissões e procedência geográfica, que falam línguas ou dialetos diferentes. Segundo um estudo feito pela revista Current Biology, a diáspora dos ciganos começou há 1500 anos no Noroeste da Índia.

## Etimologia
O termo "cigano" provém de termos do grego bizantino "atzinganos" ou "athígganos", que representa "intocável"; "gitano", que provém do castelhano "gitano", e este de "egiptano", pois acreditava-se terem origem no Egito; "boêmio" é uma referência à antiga crença da etnia ser originária da Boêmia, região histórica da Europa Central (atual República Tcheca); Também são conhecidos no Brasil pelos termos "calon", "quico" (em Minas Gerais e São Paulo), calé ou caló.
Em 2012, o Ministério Público Federal (MPF) do Brasil ajuizou, no dia 22 de fevereiro uma ação civil pública contra a Editora Objetiva e o Instituto Houaiss, solicitando a imediata retirada de circulação, suspensão de tiragem, venda e distribuição das edições do Dicionário Houaiss da Língua Portuguesa, sob a alegação de que a publicação é discriminatória e preconceituosa em relação à etnia cigana. A palavra "cigano" tem, no dicionário, como um de seus significados, "que ou aquele que trapaceia; velhaco, burlador" e "que ou aquele que faz barganha, que é apegado ao dinheiro; agiota, sovina". Estes termos são expressos para uso da palavra cigano de forma pejorativa, ou seja, de forma depreciativa.

## História

### Origem

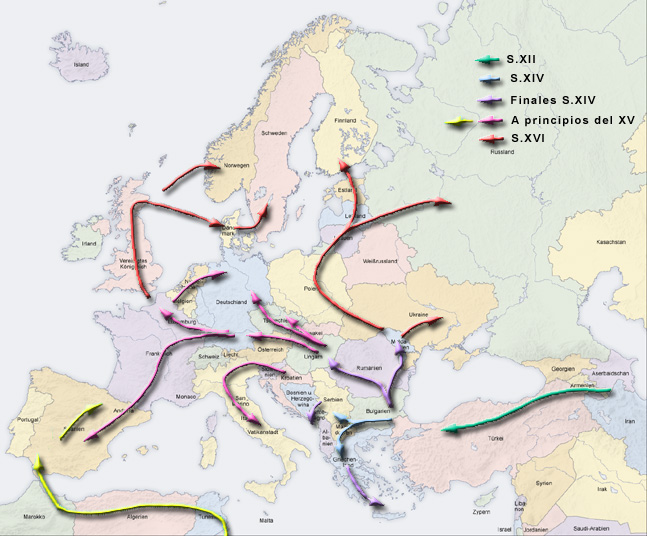
Rotas migratórias do povo cigano pela Europa

Os povos ciganos originaram-se de populações do noroeste do subcontinente indiano, das regiões do Punjab e do Rajastão, obrigadas a emigrar em direção ao ocidente, possivelmente em ondas, entre c. 500 e 1000 d.C. Iniciaram a sua migração para a Europa e África do Norte, pelo planalto Iraniano, no século XI, por volta de 1050. A saída da Índia provavelmente ocorreu no contexto das invasões do sultão Mahmud de Ghazni (região do atual Afeganistão).
Mahmud fez várias incursões no norte da Índia, capturando os povos que ali viviam. Segundo o antropólogo José Pereira Bastos, professor da Universidade Nova de Lisboa, no inverno de 1019–1020, o sultão saqueou a cidade sagrada de Kannauj, que era então "uma das mais antigas e letradas da Índia, capturando milhares de pessoas, e vendendo-as em seguida aos persas". Estes, por sua vez, venderam os prisioneiros como escravos na Europa. No Leste Europeu, cerca de 2300 deles foram para a zona dos principados cristãos ortodoxos da Transilvânia e da Moldávia, onde foram convertidos em escravos do príncipe, dos conventos e dos latifundiários. Por volta do século XI, a língua romani já apresenta claros traços de línguas indo-arianas modernas.
Estudos genéticos confirmam a Índia como sendo o local de origem dos ciganos. De acordo com um estudo genético, a análise de linhagens uniparentais revela com consistência o Noroeste da Índia como sendo a região de origem dos ciganos. Um estudo genético de 2012 também chegou à mesma conclusão, tendo inferido que a origem dos ciganos teria se dado por volta de 1500 anos atrás, sendo que após rápida migração os ciganos teriam alcançado a Europa aproximadamente 900 anos atrás. Um estudo genético de 2011, focado no estudo de linhagens maternas (DNA mitocondrial), também verificou a origem indiana dos ciganos, tendo apontado o estado do Punjab como a fonte de origem deles.

### Migrações

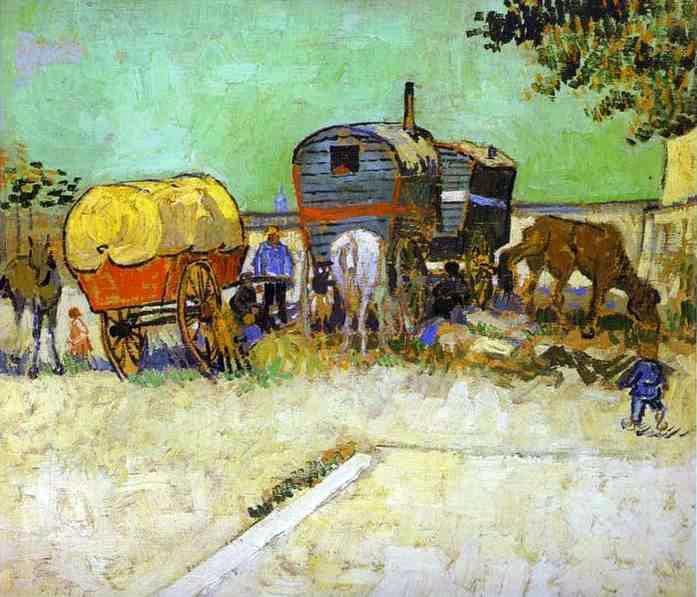
As Caravanas — Acampamento cigano em Arles, na França, pelo pintor Vincent van Gogh

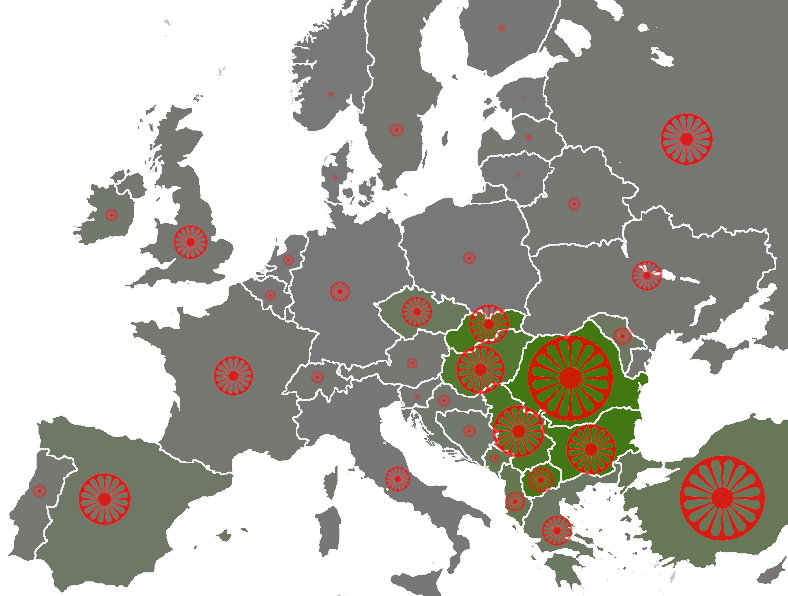
Distribuição dos ciganos na Europa ("estimativas médias" do Conselho da Europa de 2007, totalizando 9,8 milhões de pessoas)

Já no século  XIV, devido à conquista territorial e política de estados indianos, muitas caravanas rom partiram para a Europa, Oriente Médio e Norte da África. É a segunda onda migratória que os roma denominam Aresajipe. Um primeiro grupo tomou rumo oeste e atingiu a Europa através da Grécia; o segundo partiu para o sul, adentrando o Império Bizantino e chegando à Síria, Egito e Palestina. Na Europa, em razão de clivagens internas e da interação com as várias populações europeias, os roma emergiram como um conjunto de grupos étnicos distintos, dentro de um conjunto maior. Alguns desses grupos foram escravizados nos Bálcãs, no território da atual Romênia, enquanto outros puderam se movimentar, espalhando-se principalmente pela Hungria, Áustria e Boêmia, chegando à Alemanha em 1417. Em 1422, chegaram a Bolonha. Em 1428, já havia ciganos na França e na Suíça. Em 1500, surgiram os primeiros ciganos ingleses. A terceira onda migratória deu-se entre o século XIX e início do século XX, da Europa para as Américas, após a abolição da servidão na Europa Oriental, entre 1856 e 1864. Alguns estudiosos apontam, ainda, a ocorrência de uma outra grande migração, proveniente da Europa Oriental, desde a queda do Muro de Berlim em 1989.
Em 1777, Johann Christian Cristoph Rüdiger, professor da Universidade de Halle, na Alemanha, em carta ao linguista Hartwig Bacmeister, sugere uma possível ligação entre o romani e as línguas da Índia. Rüdiger baseava suas conjecturas em pistas fornecidas pelo próprio Bacmeister e por seu professor, Christian Büttner, mas também na sua própria pesquisa, realizada com a ajuda de uma falante de romani, Barbara Makelin, e apoiada em gramáticas hindustani. A hipótese teve ampla circulação entre seus colegas acadêmicos. Em 1782, Rüdiger publicou um artigo intitulado "Sobre o idioma indiano e a origem dos ciganos", no qual compara as estruturas gramaticais do romani com as do hindustani. Trabalhos seguintes deram apoio à hipótese de que a língua romani possuía a mesma origem das línguas indo-arianas do norte da Índia. Baseado no dialeto sinti, este é o primeiro esboço gramatical acerca de uma variedade do romani, e é também a primeira comparação sistemática do romani com outra língua indo-ariana.

### Perseguições e preconceitos

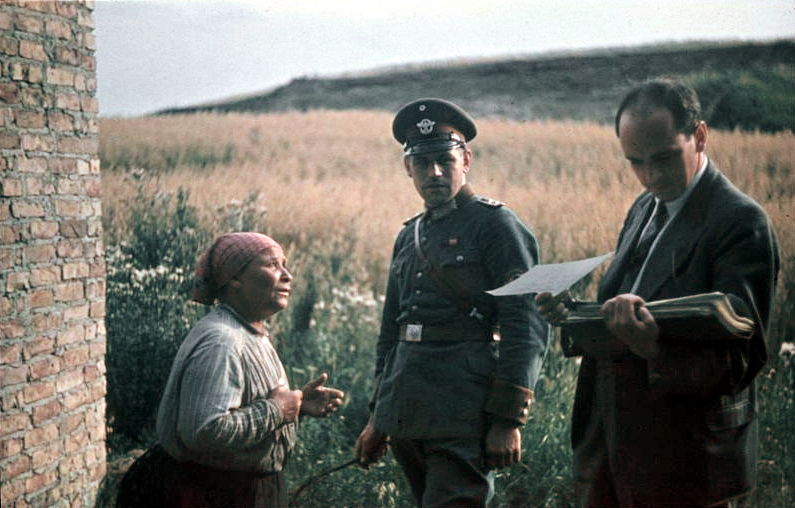
Uma mulher cigana com um oficial alemão e o psicólogo nazista Dr. Robert Ritter

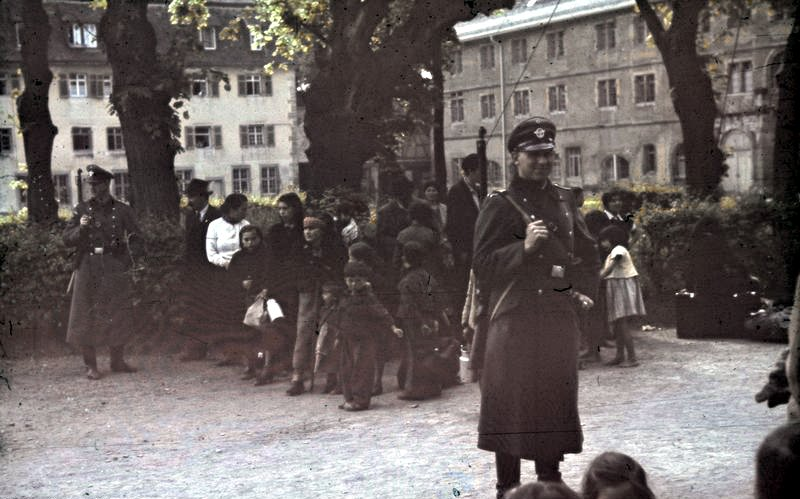
Sinti e Roma, na cidade alemã de Asperg, prestes a serem deportados pelos nazis durante a II Guerra Mundial (1940).

A falta de uma ligação histórica precisa a uma pátria definida ou a uma origem segura não permitia que fossem reconhecidos como grupo étnico bem individualizado, ainda que por longo tempo tenham sido qualificados como egípcios. O clima de suspeitas e preconceitos se percebe no florescimento de lendas e provérbios tendendo a pôr os roma sob mau prisma, a ponto de recorrer-se à Bíblia para considerá-los descendentes de Caim, e portanto, malditos, feiticeiros e hedonistas tanto por católicos como por luteranos e demais protestantes.
Durante a Segunda Guerra Mundial (1939–1945), entre 200 000 e 500 000 ciganos europeus teriam sido exterminados nos campos de concentração nazistas. Entre os roma, o massacre é denominado de porajmos e começou a ser recuperado pela historiografia apenas a partir dos anos 1970. No dia 2 de abril de 2009, o presidente do Parlamento Europeu, Hans-Gert Pöttering, recebeu um prêmio pelo trabalho desenvolvido pelo Parlamento Europeu na defesa dos direitos da comunidade rom na Europa. O prêmio foi entregue por representantes das principais organizações europeias, em nome da comunidade rom, antes do Dia Internacional dos Roma, que se celebra no dia 8 de abril.
Em fins de julho de 2010, o presidente da França, Nicolas Sarkozy, decidiu, após dois incidentes envolvendo membros franceses da comunidade cigana, promover o retorno em massa dos roma à Romênia e Bulgária, o que suscitou uma grande polêmica.

## Lusofonia
Os ciganos terão entrado em Portugal na segunda metade do século XV, pela fronteira da Estremadura espanhola, e rapidamente ganharam uma má reputação entre os portugueses. Em 1526, D. João III foi o primeiro rei a institucionalizar a discriminação contra os ciganos, ordenando que fossem expulsos os que estavam no Reino e que fosse impedida a entrada de mais. No ano da morte de D. João III (1557), a sua mulher Dona Catarina voltou a ordenar a sua expulsão, e, em 1573, o seu neto D. Sebastião anulou as licenças de permanência obtidas por alguns e deu-lhes um mês para abandonar o Reino. No ano seguinte, foi documentada a primeira migração de ciganos para o Brasil, quando o cigano João Torres, a sua mulher e filhos foram degredados para essa colónia.

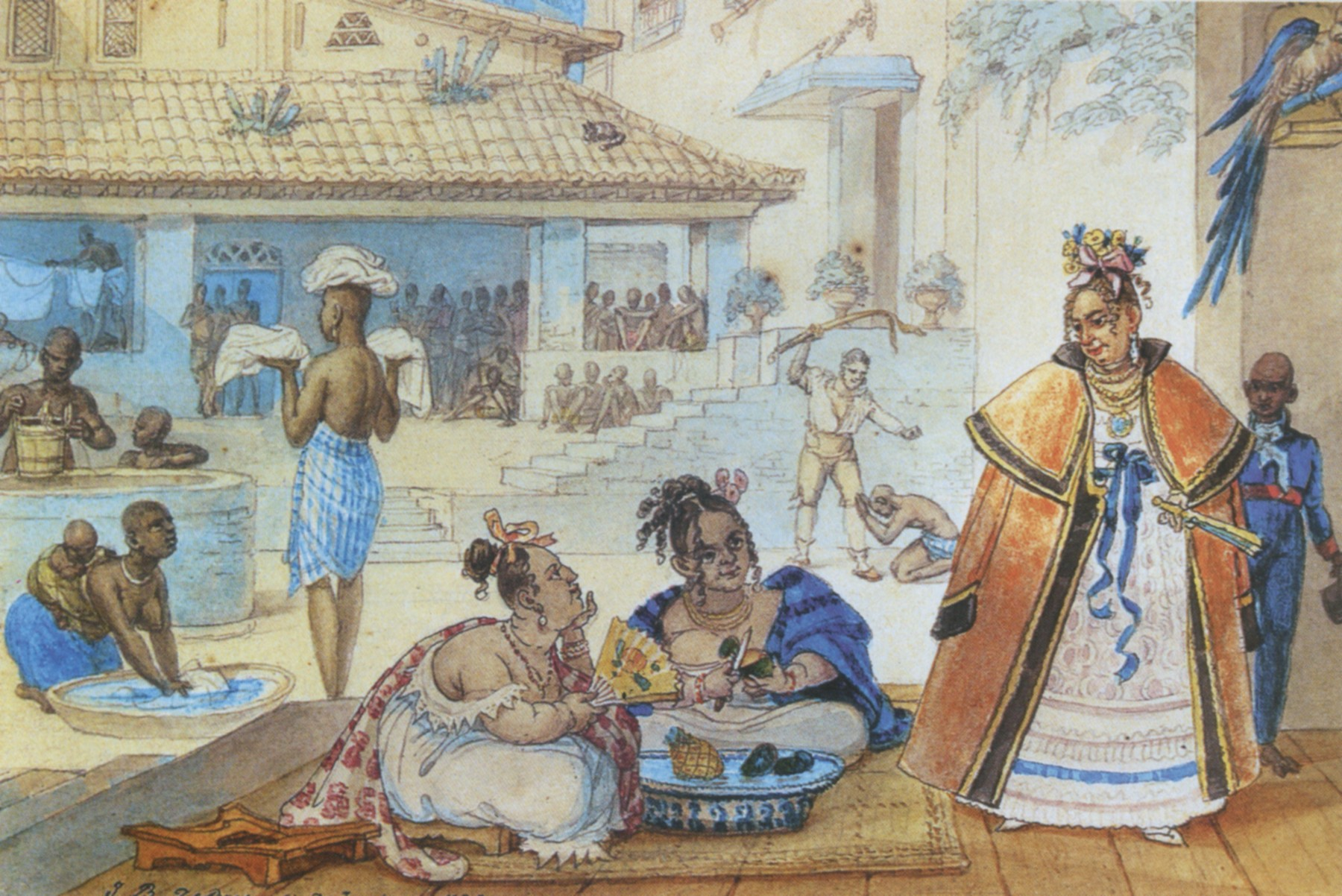
Debret, "Interior de casa cigana" (c. 1820)

A União Ibérica não trouxe alívio à situação dos ciganos, com os Filipes a reiterar a expulsão dos ciganos e a implementar a pena de morte para os que contrariassem estas ordens. Na verdade, estas políticas só começaram a ser revertidas no século XVII, quando D. Pedro II começou a fazer distinção entre os ciganos vindos do estrangeiro e os naturais ou descendentes de portugueses, mandando exterminar os primeiros, e impondo aos outros que falassem e se vestissem como os restantes habitantes do reino. D. João V insistiu na política de assimilação cultural forçada e condenou muitos ciganos ao degredo por não cumprirem com o estipulado. Nas colónias, a reação era bastante diferente: enquanto no Brasil não faltavam queixas, em Angola, o governador António Álvares da Cunha pedia que lhe enviassem mais, uma vez que resistiam melhor ao clima. No final de contas, muitos dos que foram inicialmente para o Brasil acabaram em Angola. Finalmente, com o início do Liberalismo no século XIX, Portugal reconheceu a todos os nascidos no seu território o direito de serem portugueses.
Em 2007, os povos tradicionais, entre eles o cigano, foram reconhecidas pelo Governo do Brasil, que através da política de desenvolvimento sustentável das comunidades tradicionais (PNPCT), ampliou o reconhecimento feito parcialmente na Constituição de 1988, agregando aos indígenas e aos quilombolas outros povos tradicionais, a saber: ribeirinho, caiçara, castanheira, catador de mangaba, retireiro, cipozeiro, extrativista, faxinalense, fecho de pasto, geraizeiro, ilhéu, isqueiro, morroquiano, pantaneiro, pescador artesanal, piaçaveiro, pomerano, terreiro, quebradeira de coco-babaçu, seringueiro, vazanteiro e, veredeiro.

## Demografia

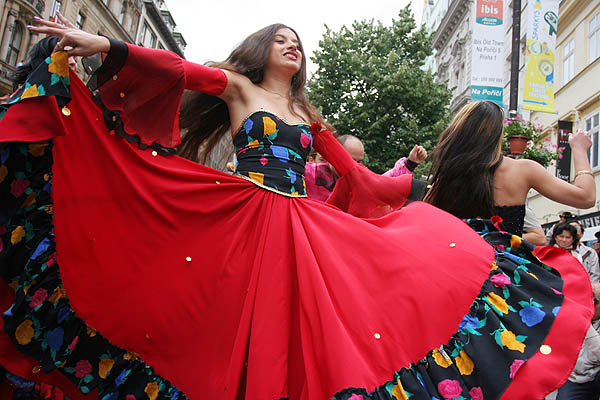
Apresentações de rua durante o Festival Cigano Mundial, ou "Khamoro", em Praga, 2007

Em comunicação apresentada durante o encontro "Ciganos no século XXI", realizado em Lisboa, em setembro de 2010, o espanhol Santiago González Avión, diretor da Fundação Secretariado Cigano, na Galiza, apontou as divisões entre as próprias comunidades ciganas. "Entre os ciganos de nacionalidade espanhola, a fragmentação é forte. Galegos e castelhanos dividem-se. E há discriminação também entre os ciganos transmontanos, de nacionalidade portuguesa, e os espanhóis", apontou González. O documento também denuncia a situação de pobreza e exclusão social destes grupos.

### Educação
Segundo o relatório de Ofsted de 1999, os alunos ciganos de famílias itinerantes apresentam resultados mais baixos que os de qualquer grupo étnico minoritário e são o grupo de maior risco no sistema de ensino no Reino Unido. O relatório Swann revela diversos factores que influenciam a formação de crianças ciganas da mesma forma que influenciam outros grupos minoritários étnicos. Entre estes factores, os que têm maior peso foram identificados como o racismo e discriminação, mitos, estereótipos e a necessidade de uma maior ligação das escolas com os pais das crianças ciganas. No Brasil, Mirian Stanescon foi a primeira cigana a se formar num curso superior. Formou-se em direito na Universidade Gama Filho, no Rio de Janeiro, em 1973.